# Seebek (Osterbek)
Die Seebek [ˈzeːbeːk] ist ein kleiner Bach in Hamburg, der vom Alten Teich zunächst unterirdisch zum Bramfelder See und dann oberirdisch weiter in südlicher Richtung fließt, um nach etwa drei Kilometern in die Osterbek zu münden.

## Geografie
Das im Volksmund auch „Grenzbach“ genannte Gewässer (er bildet die Grenze zwischen Bramfeld und Barmbek) hat eine gute Wasserqualität. In den 1980er Jahren wurde das Flussbett weitgehend in einen naturnahen Zustand zurückversetzt, nachdem es vorher größtenteils zu einem betonierten Abflussgraben verkam. Heute bietet der Bach vielen Kleintieren hervorragenden Lebensraum. Der Prozess der Renaturierung ist noch nicht abgeschlossen, seit März 2005 beschäftigt sich das Projekt Eisvogel des NABU Hamburg mit der Verbesserung, insbesondere der Durchgängigkeit der Seebek. Projektpartner sind mehrere Träger: Initiative „Der Hamburger Weg“, Globetrotter Ausrüstung, Vattenfall Europe Umweltstiftung, Behörde für Stadtentwicklung und Umwelt und das Bezirksamt Wandsbek. Unter der Projektleitung von Christian Gerbich verlegten freiwillige Helfer fertige Pflanzmatten, pflanzten diverse standorttypische Sträucher, Stauden und Bäume ein und säten Wildblumenmischung auf Brachflächen.
Um die Fließdynamik punktuell zu verbessern, wurde mit Geröll, Kies und Steinen ein natürlicher Bachlauf nachmodelliert. Grundvoraussetzung für die Wiederansiedlung des Eisvogels ist eine intakte Nahrungskette, angefangen bei Bachflohkrebsen über Kleinfische wie Stichlinge und Moderlieschen bis hin zum Eisvogel. Der Lebensraum der Seebek entspricht in etwa den Bedürfnissen dieser Art als Nahrungs- und Brutrevier. Mithilfe von Lehm, Sand und Kalk wurden mehrere Steilhänge aufgeschüttet (einer davon auf der Insel im See Appelhoffweiher), die dem Eisvogel Brutplatzmöglichkeiten schaffen. Sekundärauen als Überflutungszonen bieten weiteren Arten Rückzugsmöglichkeiten, um bei kräftigen Niederschlagsereignissen oder Hochwasser nicht weggeschwemmt zu werden. Die Umgebung der Seebek ist ein Biotop für Insekten, Amphibien und Fische und ein beliebtes Naherholungsziel.
Seebek ist seit 1959 auch der Name eines Alsterdampfers.